# Seken Turysbekow
Seken Turysbekow (* 22. März 1961 im Rajon Ürschar, Oblast Ostkasachstan, Sowjetunion) ist ein kasachischer Musiker und Komponist.

## Leben
Seken Turysbekow besuchte zunächst die Musikschule Mukan Tulebayew in Semipalatinsk und studierte anschließend am Kasachischen Nationalkonservatorium Kurmangasy in Alma-Ata. Seit 1980 veröffentlicht er Aufnahmen seiner Musik.
Er leitete ein folkloristisch-ethnografisches Ensemble und war Chefdirigent des staatlichen Kammerorchesters Ak Schaun (Weißer Regen). 2001 wurde er künstlerischer Leiter des Ensembles Қоңыр қаз (Die Gänse) der Eurasischen Nationalen Universität in Astana.
Seken Turysbekow trat unter anderem beim Voice-of-Asia-Festival in Almaty auf.

## Musik
Turysbekow spielt mehrere traditionelle Instrumente. Er beherrscht als einer der letzten Instrumentalisten das kasachische Nationalinstrument, die Dombra und seine verschiedenen Spielarten. In seiner Heimat wurde er auch als Komponist bekannt und schrieb Songs für die kasachische Sängerin Makpal Zhunusova.

## Auszeichnungen
- Preisträger der XII. Weltfestspiele der Jugend und Studenten 1985
- Lenin-Preis des kasachischen Komsomol (1988)
- Titel Verdienter Künstler Kasachstans (1993)
- Orden Parasat
- Orden Kurmet